# Катехол-О-метилтрансфераза
Катехол-О-метилтрансфераза (англ. Catechol-O-methyl transferase (COMT)) — фермент, играющий важную роль в распаде катехоламинов, в том числе дофамина, адреналина, норадреналина, так как присутствует диффузно во всех тканях. COMT катализирует присоединение к катехоламину метильной группы, донором которой служит S-аденозилметионин. Фермент был открыт Джулиусом Аксельродом в 1958 году.

## Медицинское значение
Отмечается возможное взаимодействие COMT с MTHFR, влияющее на риск и течение шизофрении.
- Roffman JL, Gollub RL, Calhoun VD, Wassink TH, Weiss AP, Ho BC, White T, Clark VP, Fries J, Andreasen NC, Goff DC, Manoach DS. MTHFR 677C --> T genotype disrupts prefrontal function in schizophrenia through an interaction with COMT 158Val --> Met. Proc Natl Acad Sci U S A. 2008 Nov 11;105(45):17573-8. PMID 18988738
- MTHFR, COMT Genes Work Together to Bring Down Cortical Activation in Schizophrenia (англ.) — «Гены MTHFR и COMT совместно снижают кортикальную активность при шизофрении», Форум исследования шизофрении, 2008 год. Пересказ на русском языке (недоступная ссылка).
- Guyton and Hall Textbook of Medical Physiology. — 2008.